# Libro negro de Basingwerk
El Libro negro de Basingwerk (en galés: Llyfr Du Basing) es un manuscrito iluminado en la Biblioteca Nacional de Gales (NLW MS 7006D) que contiene, entre otros textos, una traducción galesa de la Historia Regum Britanniae de Godofredo de Monmouth . Es el trabajo más importante del poeta y escriba Gutun Owain (fl. 1460–1500). La iluminación se limita a tres iniciales decoradas, y a dos dibujos marginales actualmente apenas visibles a simple vista.